# ماکس لودویگ
ماکس لودویگ (انگلیسی: Max Ludwig; ۱ ژانویهٔ ۱۸۹۶ – ۲۶ سپتامبر ۱۹۵۷) از برندگان مدال‌های بازی‌های المپیک اهل آلمان بود.